# Список дипломатических миссий Армении

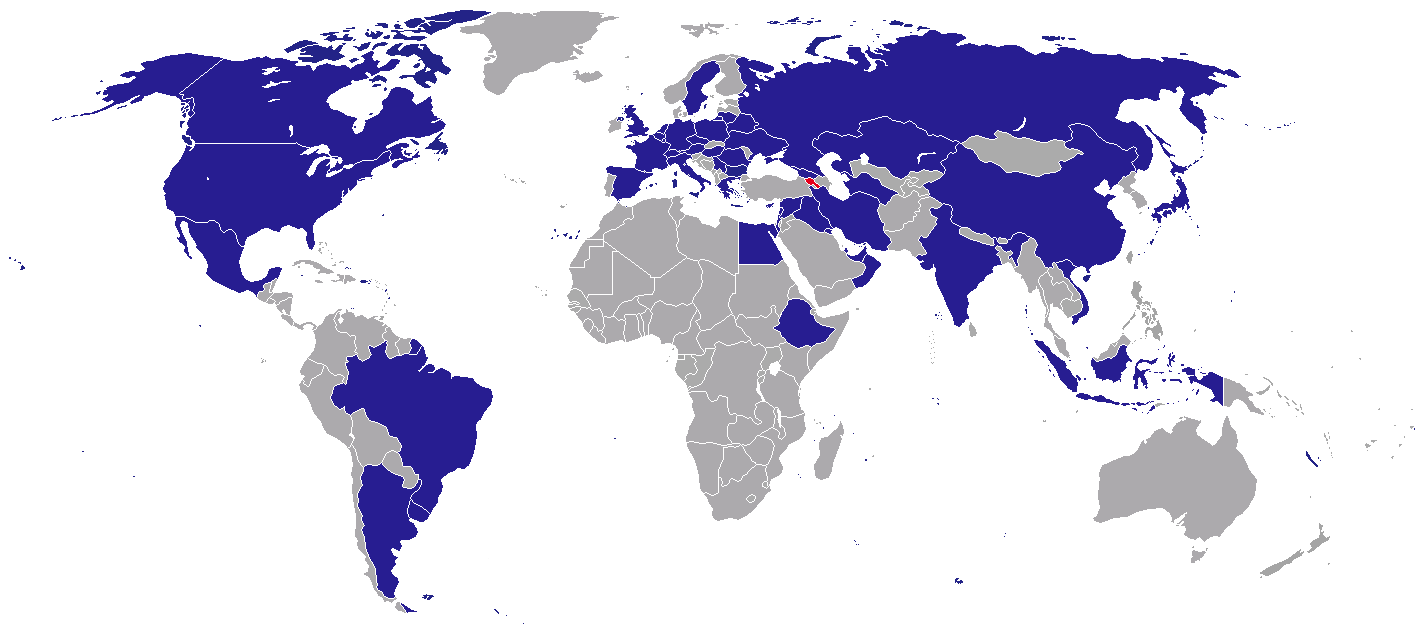
Карта дипломатических миссий Армении
Армения
Посольство

Это список дипломатических миссий Армении. Армения имеет ряд дипломатических представительств в Европе, Азии, на Ближнем Востоке, в некоторых странах Африки, Северной и Южной Америки. 

## Страны и города с дипломатическими представительствами

### Европа
- Австрия
  - Вена (посольство)
- Андорра

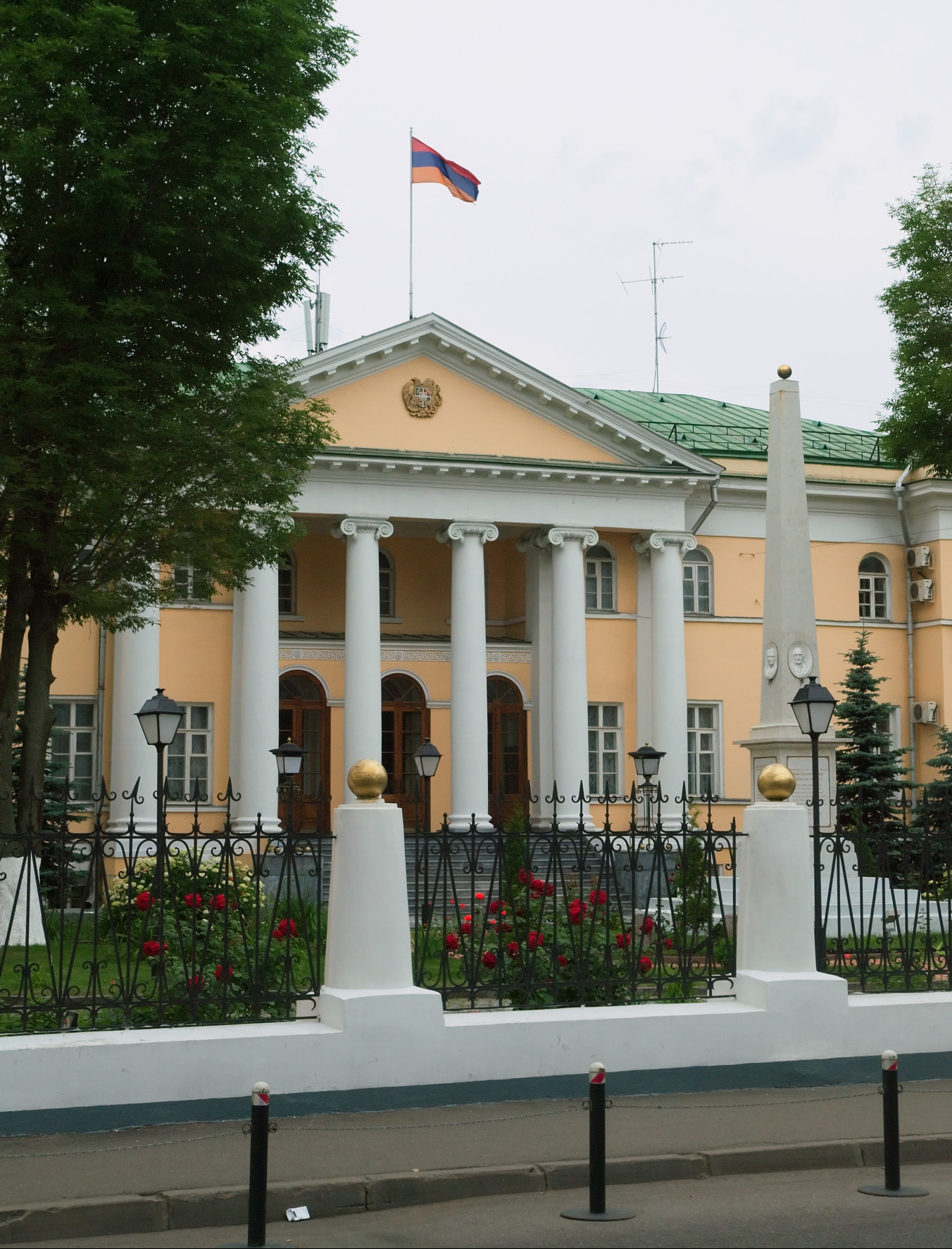
Посольство Армении в Москве

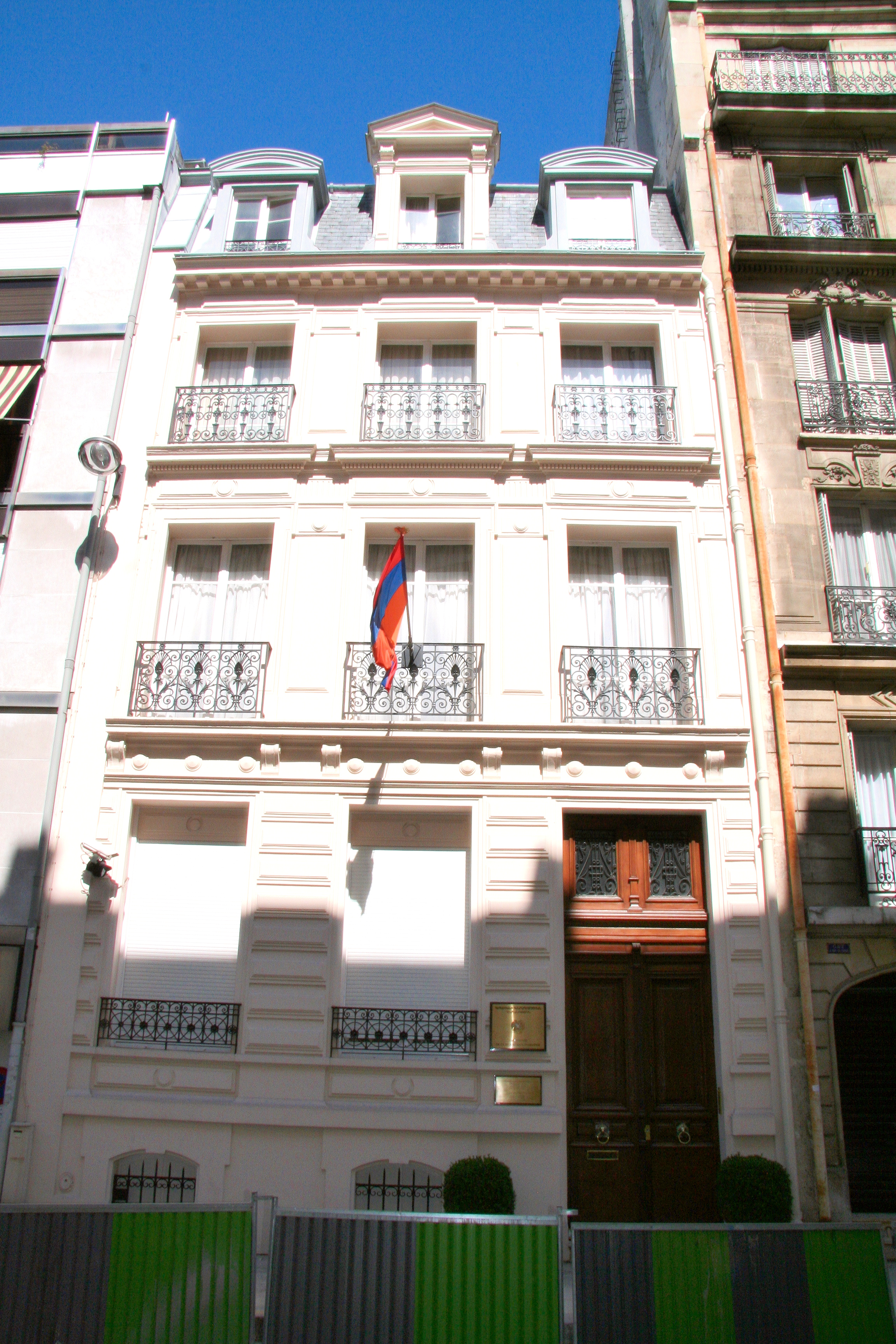
Армянское посольство в Париже

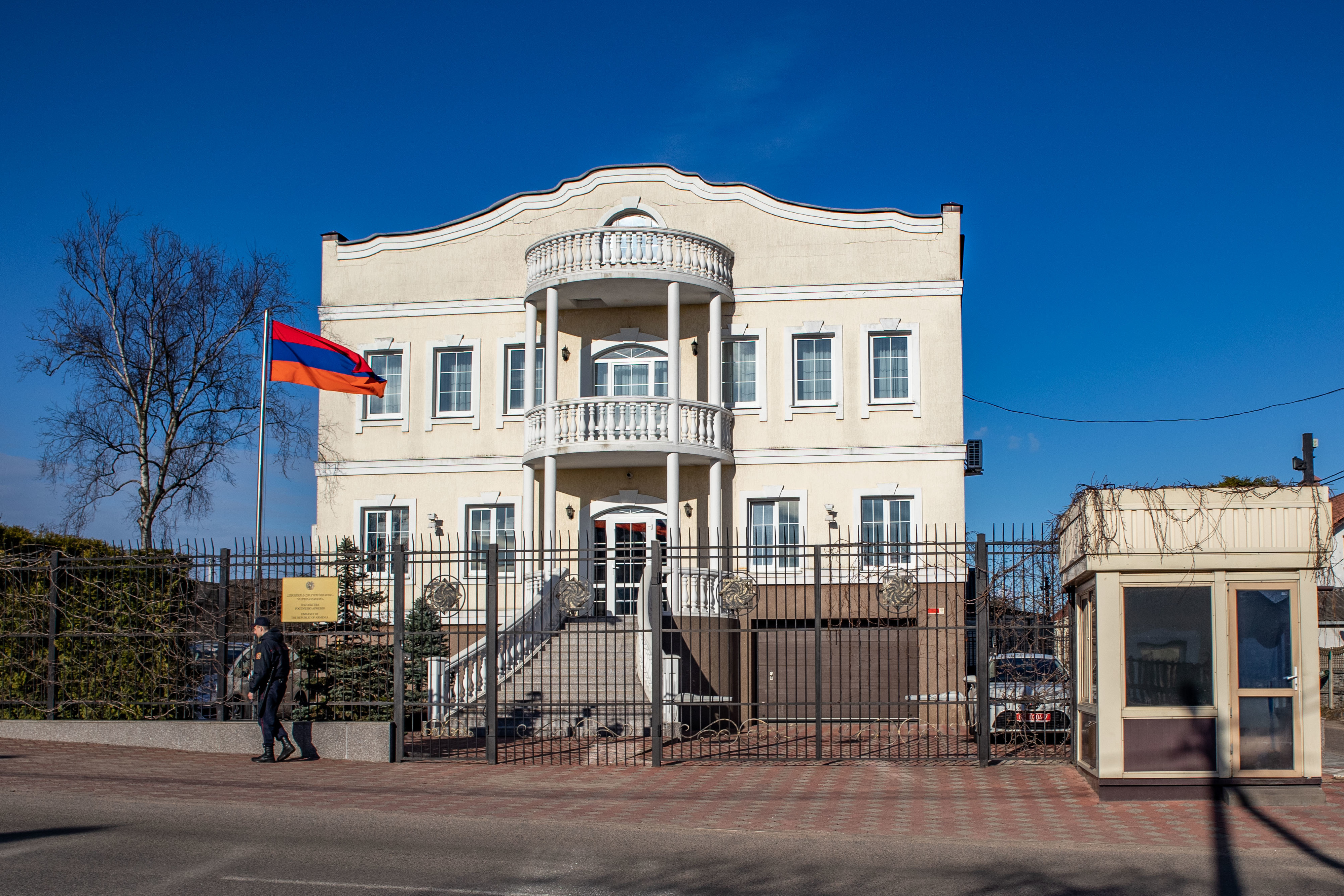
Посольство Армении в Минске

  - Андорра-ла-Велья (почетное консульство)
- Беларусь
  - Минск (посольство)
- Бельгия
  - Брюссель (посольство)
- Болгария
  - София (посольство)
  - Варна (почётный консул)
  - Пловдив (почётный консул)
- Великобритания
  - Лондон (посольство)
- Германия
  - Берлин, (январь 1995 — октябрь 1999 Бонн) (посольство)
- Греция
  - Афины (посольство)
- Грузия
  - Тбилиси (посольство)
  - Батуми (генеральное консульство)
- Дания
  - Копенгаген (посольство)
- Ирландия
  - (почётный консул)
- Испания
  - Мадрид (посольство)
  - Барселона (почётный консул)
  - Валенсия (почётный консул)
- Италия
  - Рим (посольство)
  - Милан (почётный консул)
- Литва
  - Вильнюс (посольство)
- Люксембург
  - (почётный консул)
- Молдова
  - Кишинёв (посольство)
- Нидерланды
  - Гаага (посольство)
- Норвегия
  - Осло (почётный консул)
- Польша
  - Варшава (посольство)
- Россия
  - Москва (посольство)
  - Ростов-на-Дону (генеральное консульство)
  - Санкт-Петербург (генеральное консульство)
  - Сочи (консульский офис)
  - Владивосток (почётный консул)
  - Волгоград (почётный консул)
  - Екатеринбург (почётный консул)
  - Калининград (почётный консул)
  - Дербент(почётный консул)
- Румыния
  - Бухарест (посольство)
- Украина
  - Киев (посольство)
  - Донецк (почётный консул)
- Ватикан
  - Рим (посольство)
- Франция
  - Париж (посольство)
  - Марсель (почётный консул)
  - Лион (почётный консул)
- Чехия
  - Прага (посольство)
- Швейцария
  - Женева (посольство)
- Швеция
  - Стокгольм (посольство)

### Азия
- Израиль
  - Тель-Авив (посольство)
- Индия
  - Нью-Дели (посольство)
  - Мумбаи (почётный консул)
- Ирак
  - Багдад (посольство)
- Иран
  - Тегеран (посольство)
- Катар
  - Доха (посольство)
- Казахстан
  - Алма-Ата (посольство)
- Кипр
  - (почётный консул)
- Китай
  - Пекин (посольство)
- Кувейт
  - Эль-Кувейт (посольство)
- Ливан
  - Бейрут (посольство)
- ОАЭ
  - Абу-Даби (посольство)
- Сирия
  - Дамаск (посольство)
  - Алеппо (генеральное консульство)
  - Дейр-эз-Зор (почётный консул)
- Таиланд

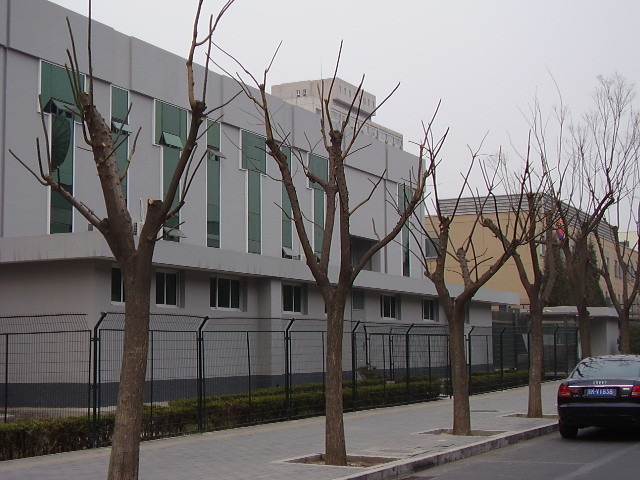
Армянское посольство в Пекине

  - Бангкок (генеральное консульство)
- Туркменистан
  - Ашхабад (посольство)
- Япония
  - Токио (посольство)
- Индонезия
  - Джакарта (посольство)
- Вьетнам
  - Ханой (посольство)

### Африка

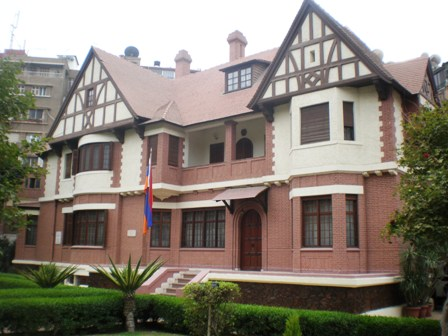
Армянское посольство в Каире

- Бенин
  - Котону (почётный консул)
- Эфиопия
  - Аддис-Абеба (посольство)
- Египет
  - Каир (посольство)
- Кот-д’Ивуар
  - Абиджан (почётный консул)

### Северная Америка
- Канада
  - Оттава (посольство)
- США
  - Вашингтон (посольство)

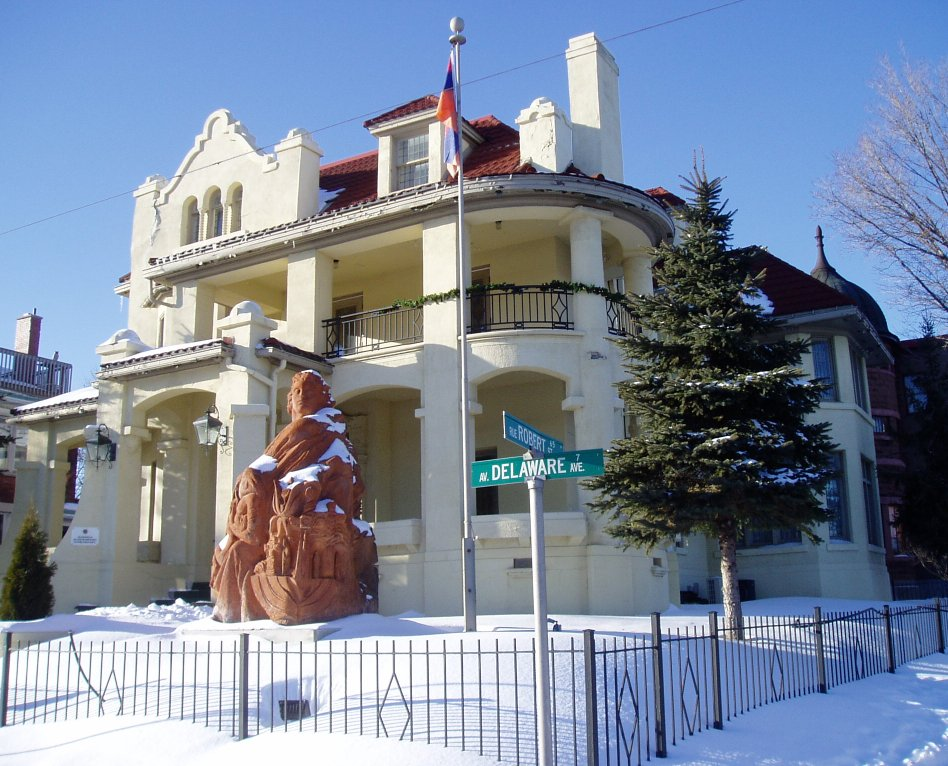
Армянское посольство в Оттаве

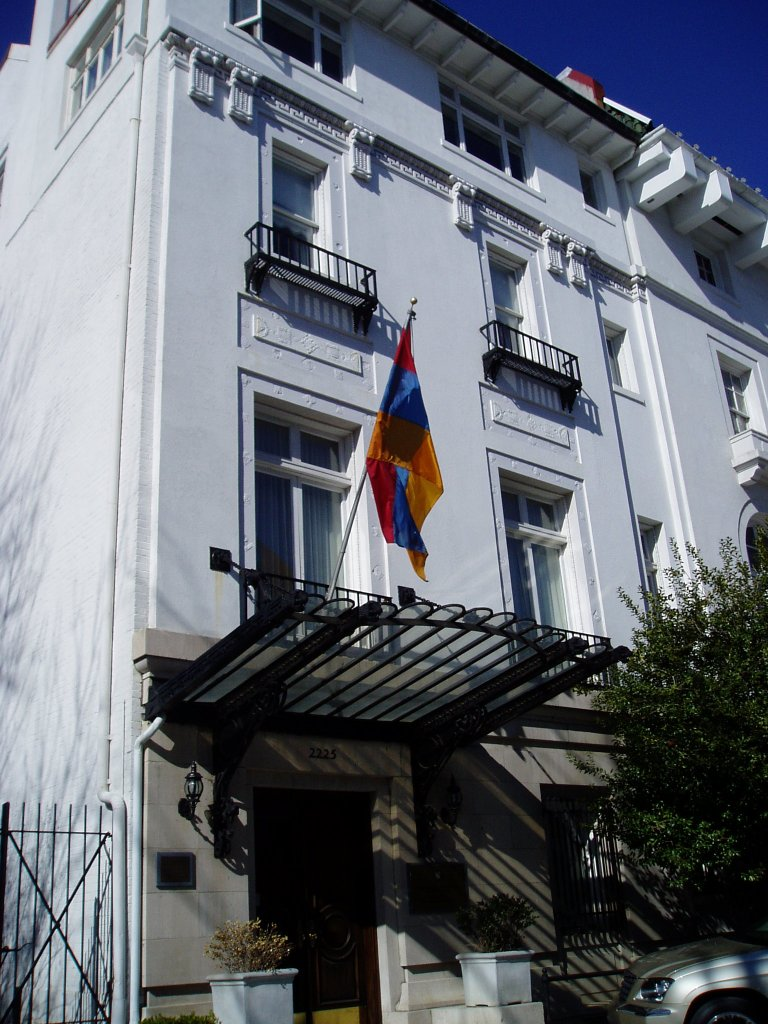
Армянское посольство в Вашингтоне

  - Лос-Анджелес (генеральное консульство)
- Мексика
  - Мехико (посольство)

### Южная Америка
- Аргентина
  - Буэнос-Айрес (посольство)
- Бразилия
  - Бразилиа (посольство)
  - Сан-Паулу (генеральное консульство)
- Венесуэла
  - (почётный консул)
- Уругвай
  - (почётный консул)

## Международные организации
- Брюссель — ЕС
- Брюссель — НАТО
- Вена — ОБСЕ
- Женева — ООН
- Стамбул (постоянная миссия в Организации черноморского экономического сотрудничества)
- Минск (постоянная миссия в Содружестве Независимых Государств)
- Москва (Постоянное представительство при Организации Договора о коллективной безопасности)
- Нью-Йорк — ООН
- Рим — ФАО
- Страсбург — Совет Европы

## Посольства Армении, резиденции которых размещены на территории других посольств Армении
| - Албания (Афины) - Венгрия (Вена) - Кипр (Афины) - Кыргызстан (Астана) - Республика Корея (Токио) - Куба (Мехико) - Латвия (Вильнюс) - Ливия (Каир) - Люксембург (Брюссель) - Молдова (Киев) - Мальта (Рим) | - Норвегия (Копенгаген) - Судан (Каир) - Португалия (Рим) - Сербия (Афины) - Словакия (Прага) - Словения (Рим) - Таджикистан (Ашхабад) - Уругвай (Буэнос-Айрес) - Финляндия (Стокгольм) - Хорватия (Афины) - Чили (Буэнос-Айрес) - Эстония (Вильнюс) - Эфиопия (Каир) - ЮАР (Каир) |